# سرکلاته کفش‌گیری
سرکلاته کفش‌گیری، روستایی است از توابع بخش مرکزی شهرستان گرگان در استان گلستان ایران.

## جمعیت
این روستا در دهستان روشن آباد قرار داشته و براساس سرشماری سال ۱۳۸۸جمعیت آن ۹۶۷ نفر (۲۴۰ خانوار) بوده است.